# 连州 (辽朝)
连州，辽朝时设置州。
辽圣宗时以汉人百姓设置连州德昌军刺史于今辽宁省东南部，与衍州（今辽宁省辽阳县西南60里唐马寨镇）相似。《辽史》没有记载设立的时间，辽朝末年废除连州，治所为安民县。